# Cytheridea angustata
Cytheridea angustata är en kräftdjursart som först beskrevs av Baird 1850.  Cytheridea angustata ingår i släktet Cytheridea, och familjen Cytherideidae. Arten är reproducerande i Sverige.